# Qaryat al-Faw
Qaryat al-Faw (auch al-Fau, قرية الفاو, DMG Qaryat al-Fāw, mutmaßlich zeitgenössischer Name Dhat Kahl) ist die einstige Hauptstadt des ersten Königreichs von Kinda in Arabien. Die antiken Ruinen liegen im „Leeren Viertel“ ungefähr 100 km südlich der Stadt Wadi ad-Dawasir in Saudi-Arabien und wurden ab den 1970er Jahren ausgegraben und archäologisch untersucht.
Im Juli 2024 wurde Qaryat al-Faw in die Liste des UNESCO-Welterbes aufgenommen.

## Funde
Gefunden wurden Tempel- und Palastanlagen, Wohnhäuser und Straßen, 17 Brunnen und ausgefeilte Bewässerungseinrichtungen für die Felder vor der Stadt, katakombenartige Friedhöfe in den Felsen des Hochplateaus sowie ein von der Stadt durch eine Mauer abgeschlossener Suq mit angeschlossener Karawanserei. Der Suq ist ein von mutmaßlich zweistöckigen Häusern umringter Platz und besonders gut erhalten. Gefunden wurden Geschäfte und Warenlager mit großen Mörsern vor jedem Eingang. In einem tiefen Brunnen in der Mitte des Suqs wurde eine unvollendete Stele entdeckt, die darin versenkt war. Das Motiv der Stele war mutmaßlich ein Götterbildnis.
Zahlreiche Alltagsgegenstände wurden ebenfalls gefunden, darunter Statuetten und Gefäße.

## Geschichte
Die Stadt lag am Fuß eines steil aufragenden Felsenplateaus und war bereits in der Jungsteinzeit ein bewohnter Ort. Darauf weisen die Drachengräber (engl. kite tombs oder auch stone kites) oben auf dem Plateau hin, so genannt aufgrund von linienhaften Steinsetzungen aus 40 Meter langen, schnurgeraden Wällen, die sich in parallelen Gruppierungen auf freier Fläche befinden und die jeweils von einem dreieckigen Wall abgeschlossen werden, was ihnen die Form eines Winddrachens gibt.
Eine erste Besiedlung in größerem Maßstab fand wohl durch Südaraber aus dem Hadramaut statt, welche entweder die Handelsrouten nach Norden absichern wollten oder die von dort exiliert worden waren. Die Blütezeit der Stadt fand zwischen dem 4. Jahrhundert v. Chr. und dem 3. Jahrhundert n. Chr. statt, in dieser Zeit bot die Stadt Wohnraum für tausende Menschen. Detailreiche Mosaike in den Palästen und Häusern der Wohlhabenden belegen einen römisch-griechisch-byzantinischen Einfluss. Für Linguisten interessant ist die Stätte als Fundort der frühesten Inschrift in Altarabisch, ausgeführt in Sabäischer Schrift im 1. Jahrhundert v. Chr.
Es handelte sich um das zu seiner Zeit wichtigste Binnenhandelszentrum der arabischen Halbinsel, da es am Knotenpunkt der Weihrauchstraßen-Fernhandelswege zu den Nabatäern, Ägyptern, Persern und an das Mittelmeer lag. Entsprechend war es Hauptstadt des Reichs der Kinda, des lokal dominanten arabischen Stammes.
Funde mit dieser Inschrift weisen darauf hin, dass der Ort nach seiner Schutzgottheit Kahl zeitgenössisch Dhat Kahl genannt wurde.
Etwa drei Jahrhunderte vor dem Aufstieg des Islams wurde die Stadt als Siedlungsort aufgegeben. Die Gründe dafür sind noch nicht erforscht, plausibel sind aber ein dramatischer Rückgang des Handels, ein Versagen der Wasserversorgung oder eine militärische Niederlage von Kinda. Winderosion trug die Stadt in den folgenden anderthalb Jahrtausenden bis auf die Grundmauern ab; örtliche Stämme wussten aber von ihrer Existenz. Berichte von Angestellten von Ölfirmen über die ausgedehnte Ruinenstätte und eine Expedition von Harry St. John Philby führten dazu, dass zwischen 1972 und 2003 Ausgrabungen und Untersuchungen vorgenommen wurden.

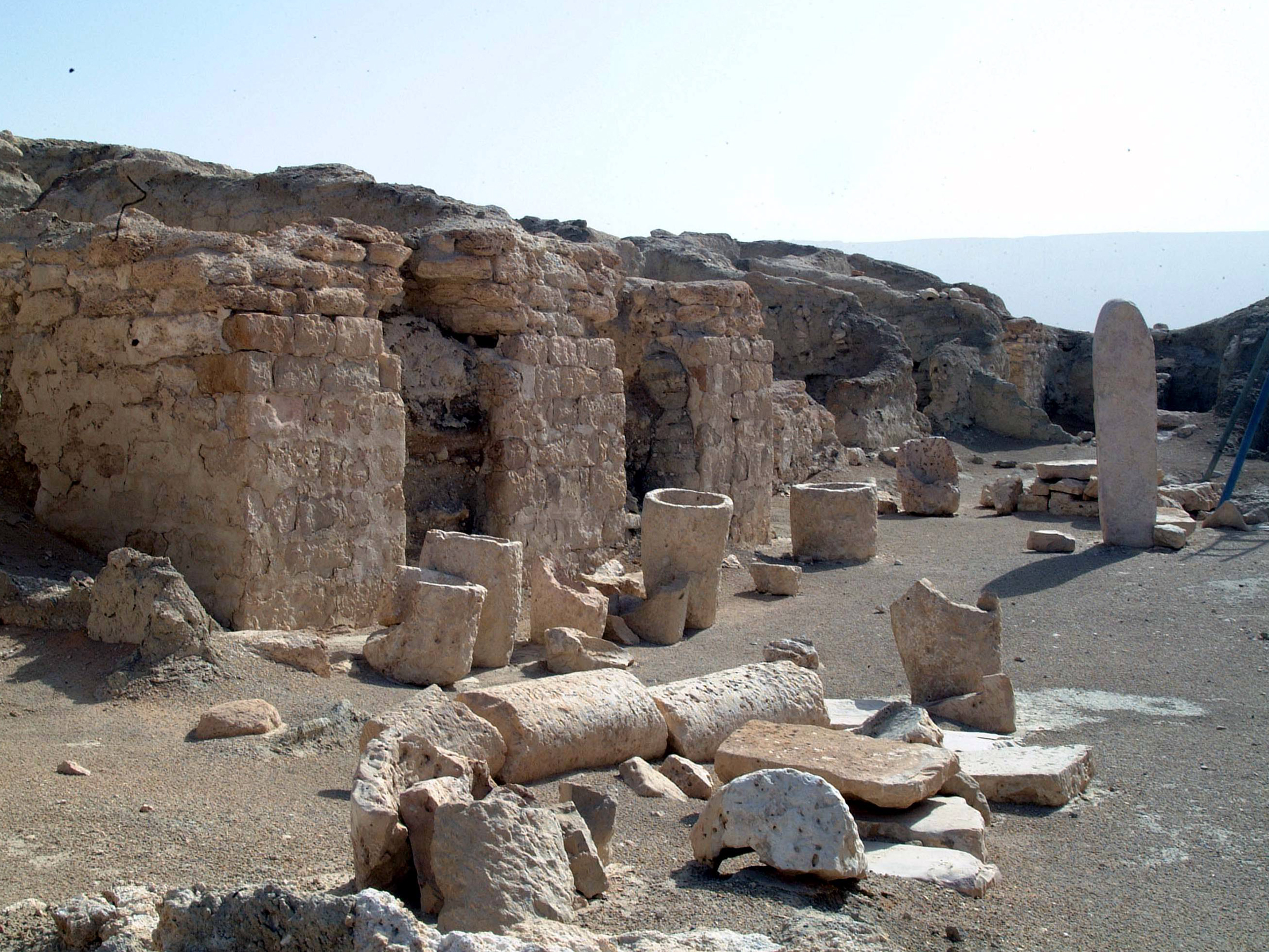
Ruinen des Suqs, rechts die aus dem Brunnen geborgene Stele
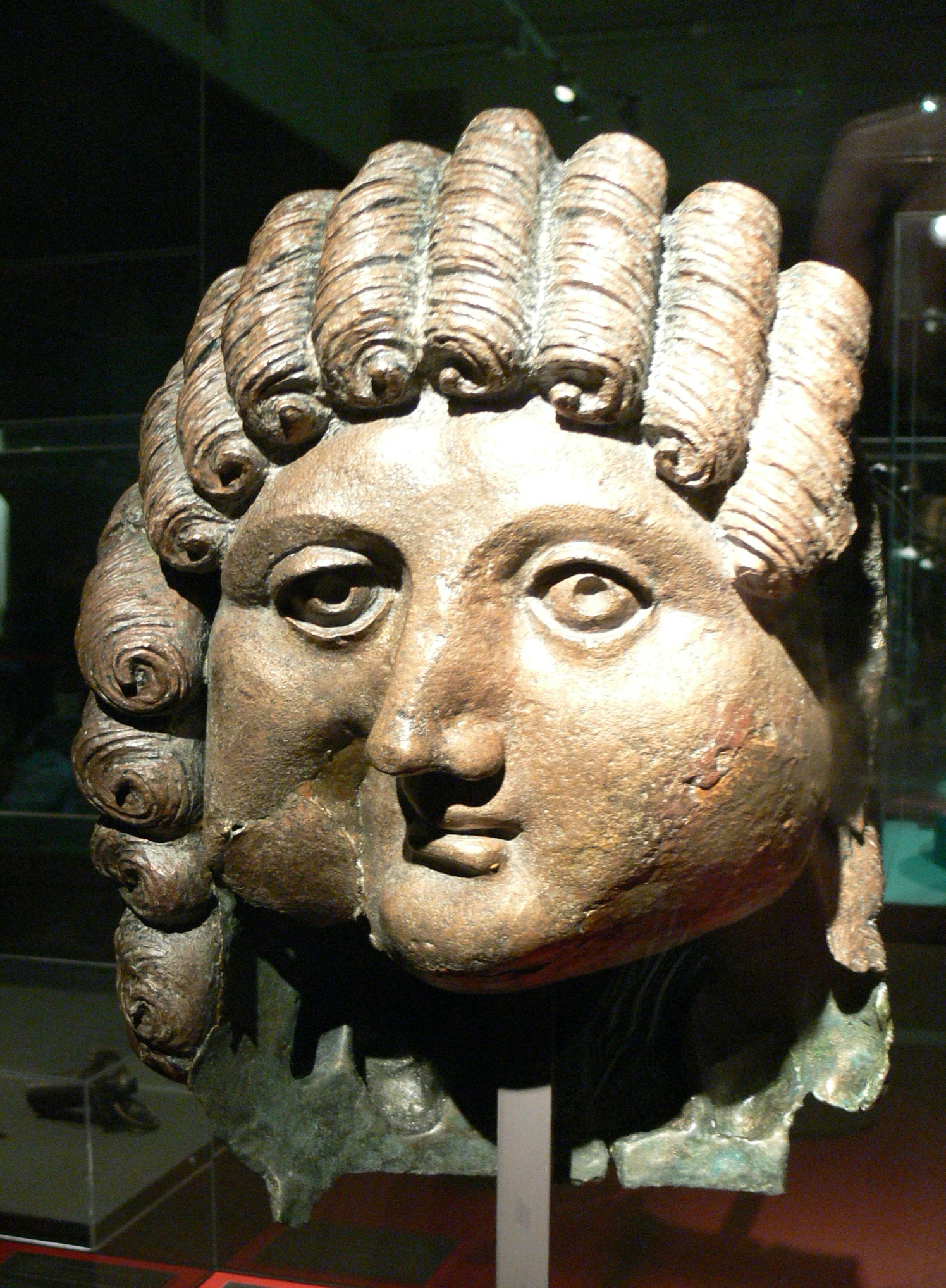
Bronzekopf aus Qaryat al-Faw, 1. Jahrhundert v. Chr.
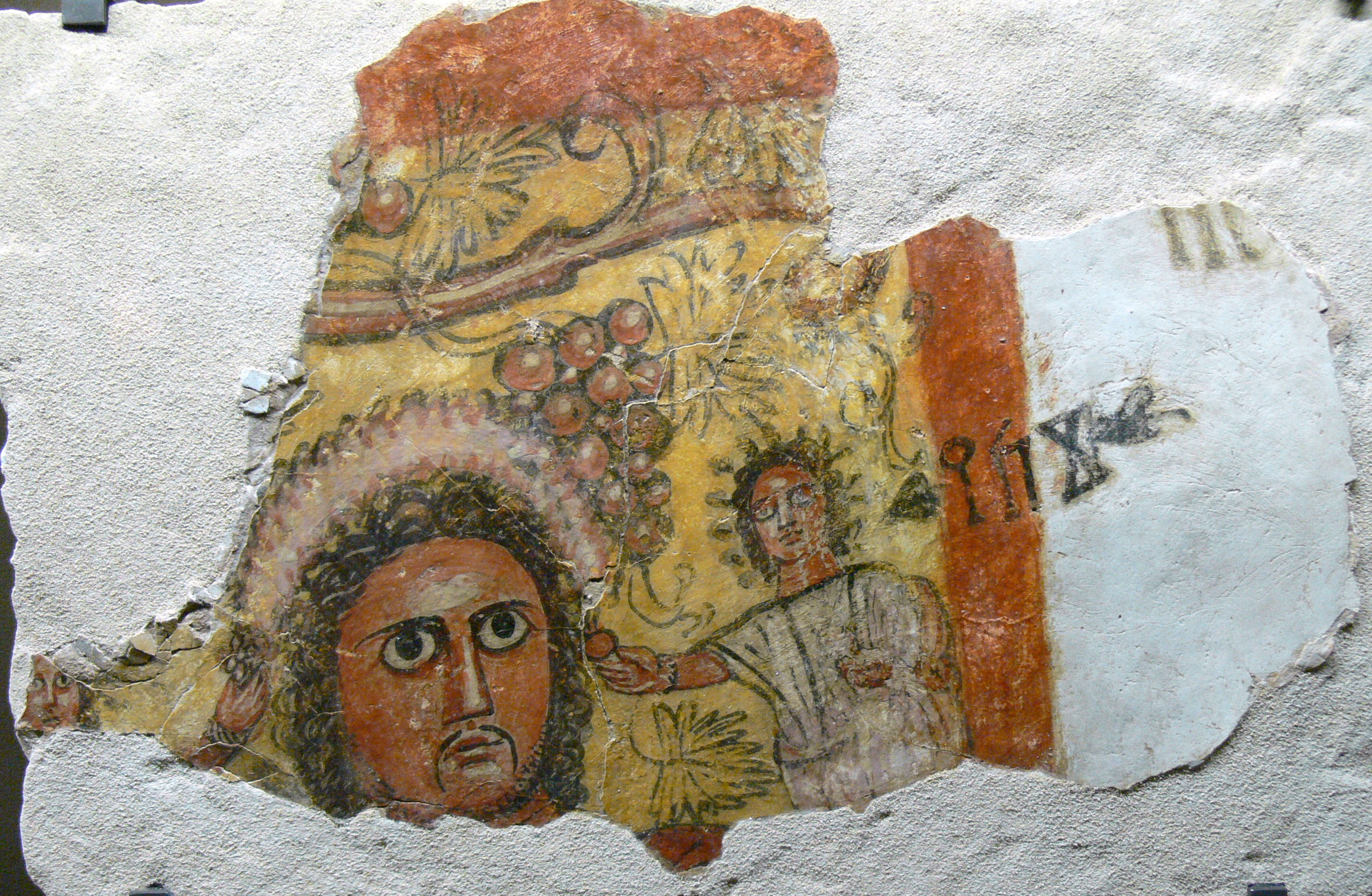
Stück eines Freskos, das einen Großen darstellt, der sich von Sklaven mit Trauben bedienen lässt
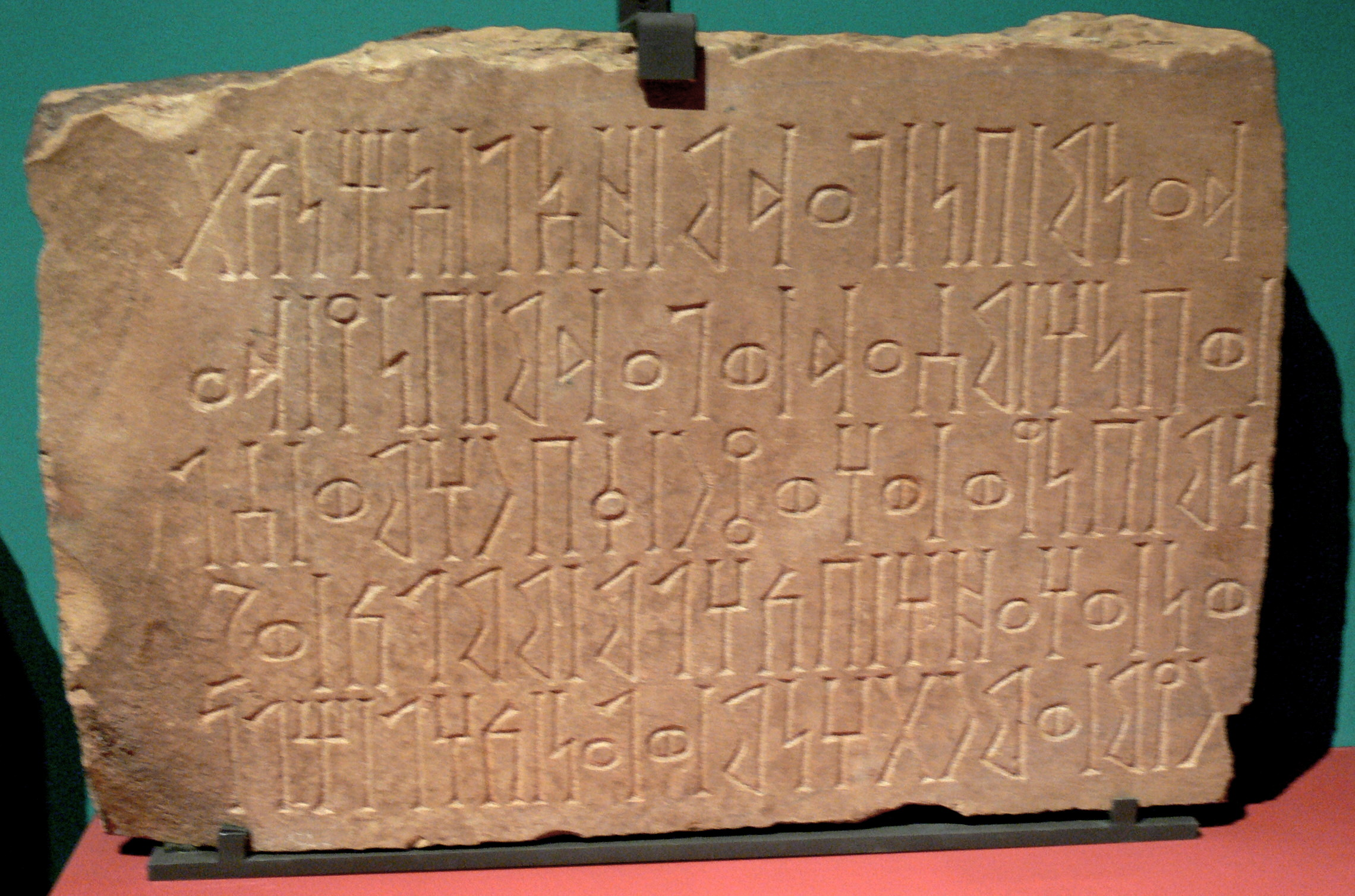
Sabäische Inschrift eines Mausoleums
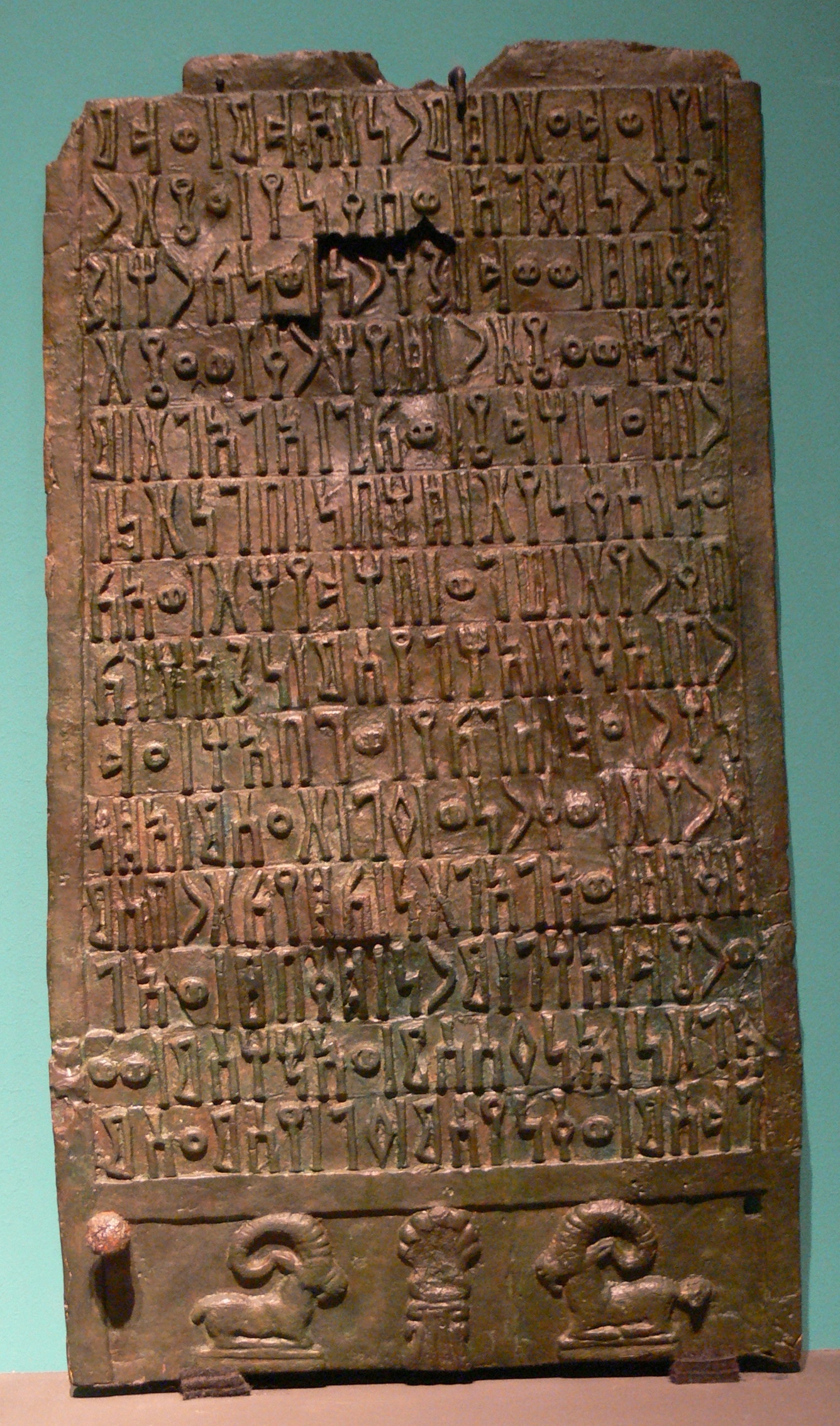
Minäische Schrifttafel
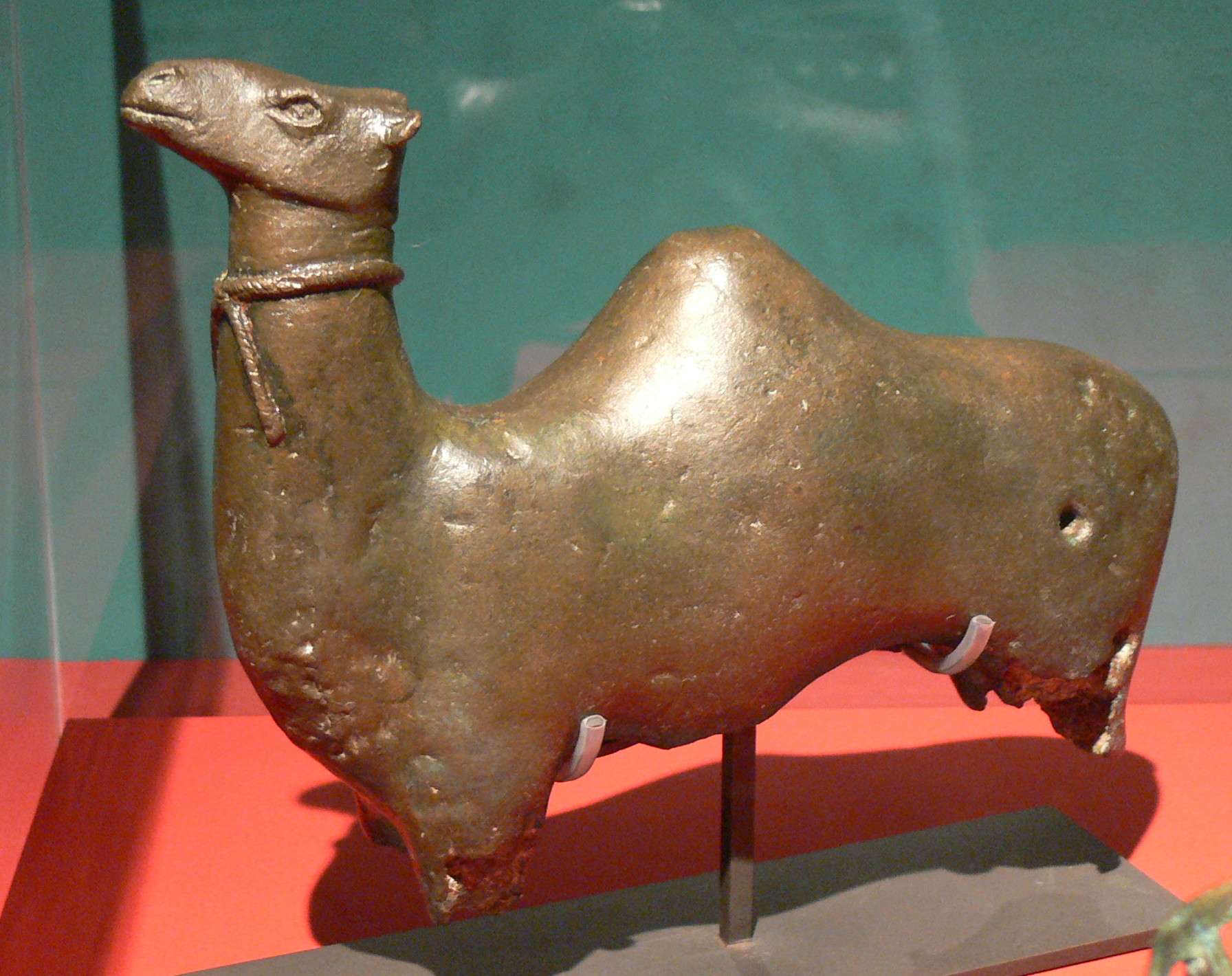
Reste einer Dromedar-Statuette
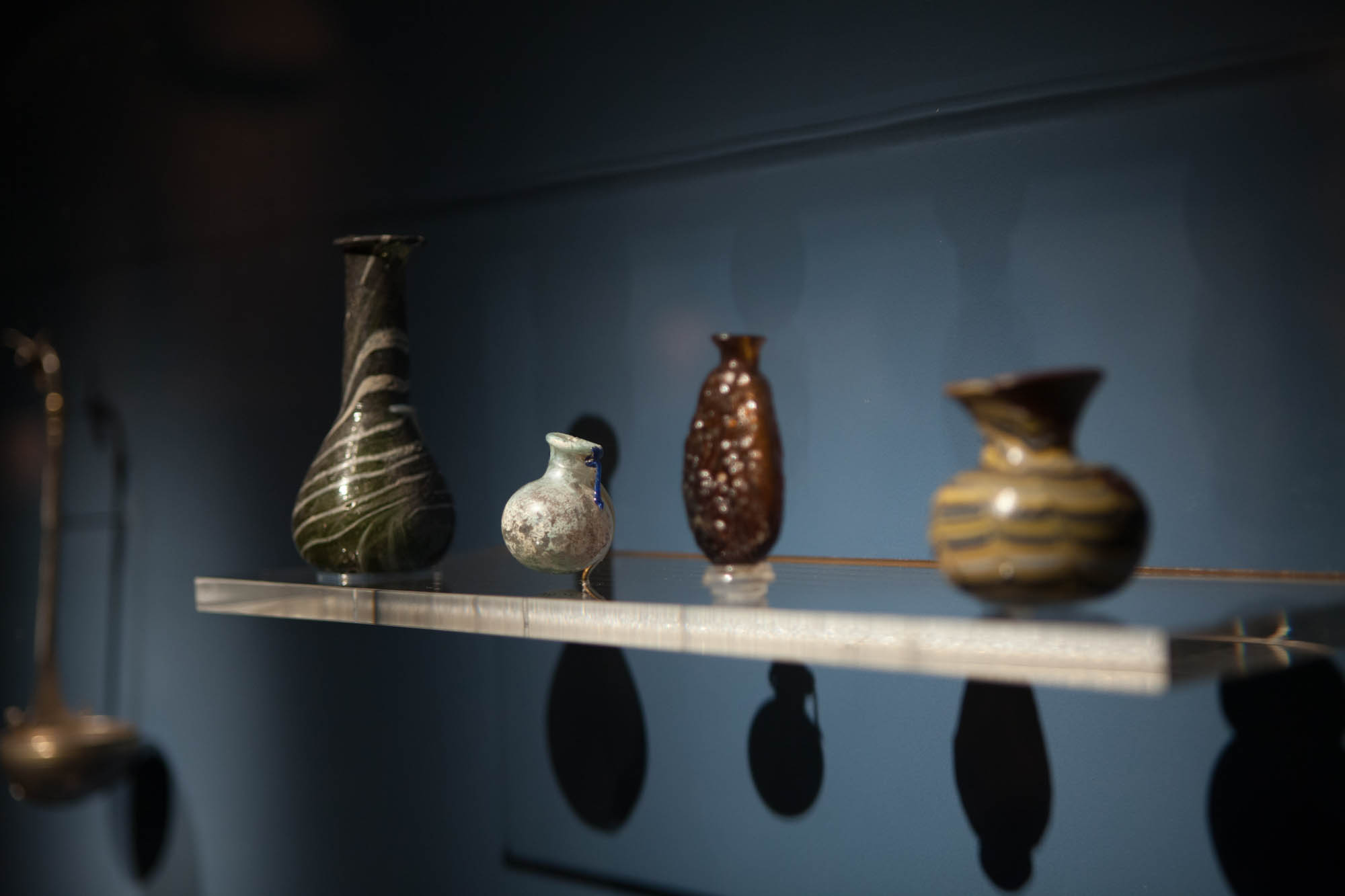
Verschiedene Gefäße